# True Sounds of Liberty
TSOL (även T.S.O.L) är ett punkband som bildades 1979 i Long Beach, Kalifornien. TSOL är en förkortning av True Sounds of Liberty, men själva använder de nästan aldrig hela sitt namn.
TSOL klassas som ett hardcorepunkband, men trots det har deras musik varierat mellan andra stilar som horrorpunk, konstpunk, deathrock, gothic rock med mera. På albumen "Hit and Run" och "Strange Love" ändrades stilen helt till hårdrock/glam metal.

## Medlemmar

### Nuvarande
- Jack Grisham – sång (1978–1983, 1991, 1999–)
- Ron Emory – gitarr (1978–1988, 1991, 1999–)
- Mike Roche – basgitarr (1978–1990, 1991, 1999–)
- Greg Kuehn – piano, synthesizer (1982–1983, 2005–)
- Antonio Val Hernandez – trummor (2017–)

### Tidigare medlemmar
- Todd Barnes - trummor (1978-1983, 1991, 1999)
- Joe Wood – gitarr, sång (1983–1999)
- Mitch Dean – trummor (1983–1998)
- Marshall Rohner – gitarr (1988–1996; död 2005)
- Murphy Karges – basgitarr (1990–1996)
- Mike Martt – gitarr (1996–1999)
- Drac Conley – gitarr (1996–1999)
- Dave Mello – basgitarr (1996–1999)
- Steve O'Sullivan – trummor (1998–1999)
- Jay O'Brien – trummor (1999–2003)
- Billy Blaze — trummor (2003)
- Anthony "Tiny" Biuso – trummor (2003–2014)
- Matt Rainwater – trummor (2014–2016)
- Chip Hanna – trummor (2016–2017)

### Turnerande musiker
- Jay Bentley – basgitarr (1983)
- Scotty Phillips – gitarr (1988)
- Josh Also – basgitarr (1996)
- Zill C. DeVill – basgitarr (2002)
- Sean Antillon – trummor (2014)

## Diskografi
Studioalbum
- Dance with Me (1981)
- Beneath the Shadows (1982)
- Change Today? (1984)
- Revenge (1986)
- Hit and Run (1987)
- Strange Love (1990)
- Disappear (2001)
- Divided We Stand (2003)
- Who's Screwin' Who? (2005)
- Life, Liberty & the Pursuit of Free Downloads (2009)
- The Trigger Complex (2017)